# مارتین پترکا
مارتین پترکا (چکی: Martin Peterka؛ زادهٔ ۱۲ ژانویهٔ ۱۹۹۵) بازیکن بسکتبال اهل جمهوری چک است. وی در بازی‌های المپیک تابستانی ۲۰۲۰ شرکت کرده‌است.